# Абедин, Хума
Хума Махмуд Абедин (англ. Huma Mahmood Abedin; род. 28 июля 1976, Каламазу, Мичиган) — американская политическая активистка, помощница Хиллари Клинтон как государственного секретаря и в период президентской кампании 2016 года.

## Биография
Родилась в мусульманской семье в Каламазу, штат Мичиган. Мать — Салеха Махмуд Абедин, уроженка Пакистана, отец — Сайед Зайнул Абедин, выходец из Индии. В 1978 году семья переехала в Джедду (Саудовская Аравия), где Сайед Абедин при поддержке президента университета короля Абдул-Азиза и члена королевского совета Абдуллы Омара Нассефа (в прессе появлялись обвинения в наличии у него связей с организацией братьев-мусульман) учредил аналитический центр Институт проблем мусульманских меньшинств с задачей распространения сведений о положении мусульманских меньшинств в мире и стал первым редактором журнала Journal of Muslim Minority Affairs. В 1993 году Сайед Абедин умер, и его вдова Салеха Махмуд Абедин стала его преемницей в обеих должностях. Кроме того, она возглавила Международный исламский совет давата и помощи, который был запрещён в Израиле по подозрению в связях с Юсуфом Аль-Кардави.
Хума Абедин вернулась в США и окончила университет Джорджа Вашингтона. В 1996 году была направлена на практику в Белый дом и состояла в аппарате тогдашней первой леди Хиллари Клинтон. Будучи мусульманкой, с 1996 по 2008 год Хума Абедин работала в редакции журнала Journal Of Muslim Minority Affairs. В 2000 году стала личным советником и помощником Клинтон во время её успешной избирательной кампании в Сенат США, а в 2008 году — во время неудачной попытки выдвижения кандидатуры Клинтон от Демократической партии на президентских выборах. В 2009—2013 годах являлась заместителем главы аппарата госсекретаря Клинтон в Государственном департаменте США, затем продолжила работу в фонде Клинтонов, а также учредила собственную консалтинговую фирму Zain Endeavors.
В 2015 году Абедин стала заместителем руководителя президентской предвыборной кампании Хиллари Клинтон и получила известность как наиболее приближённая к кандидату помощница.
10 апреля 2015 года по инициативе председателя Юридического комитета Сената США республиканца Чака Грассли генеральный инспектор Госдепартамента Стив Линик начал расследование законности найма Хумы Абедин на работу в Госдепе, поскольку в тот период она оставалась сотрудницей частной фирмы.
16 октября 2015 года Абедин давала показания комитету Палаты представителей по поводу нападения исламистов на американские учреждения в Бенгази в сентябре 2012 года, когда та являлась заместителем руководителя аппарата госсекретаря Клинтон.
2 ноября 2016 года Абедин отошла от участия в президентской избирательной кампании Хиллари Клинтон после объявления ФБР об обнаружении тысяч служебных сообщений электронной почты Клинтон времён её работы в Госдепартаменте на лэптопе, которым совместно пользовались Абедин и её бывший муж Энтони Винер. Адвокат Абедин Карен Данн заявила, что ФБР не обращалась с какими-либо вопросами непосредственно к её доверительнице (упомянутые сообщения были обнаружены случайно в ходе расследования против Винера).

## Личная жизнь
С 10 июля 2010 года Хума замужем за конгрессменом Энтони Винером. В церемонии принял участие бывший президент Билл Клинтон, а Хиллари произнесла ставшую известной фразу: «У меня есть только одна дочь, но если бы у меня была вторая, это была бы Хума». У супругов есть сын — Джордан Зейн Винер (род. 21.12.2011). В 2016 году Хума объявила о расставании с мужем после обвинений в секстинге, выдвинутых против него, а 19 мая 2017 года она подала на развод.